# Rhynchopsitta
Rhynchopsitta Bonaparte, 1854 è un genere di uccelli della famiglia degli Psittacidi.

## Tassonomia
Comprende le seguenti specie:
- Rhynchopsitta pachyrhyncha (Swainson, 1827) - pappagallo beccospesso
- Rhynchopsitta terrisi R.T.Moore,1947 - pappagallo frontemarrone